# Lijst van Italiaanse ministers van Toerisme

## Ministers van Toerisme van Italië (1973–heden)
| Minister van Toerisme            | Minister van Toerisme            | Minister van Toerisme             | Ambtstermijn              | Ambtstermijn     | Partij(en)   | Premier(s)                       | Kabinet(en)   |
| -------------------------------- | -------------------------------- | --------------------------------- | ------------------------- | ---------------- | ------------ | -------------------------------- | ------------- |
|                                  | Nicola Signorello                | Nicola Signorello (1926–2022)     | 7 juli 1973               | 14 maart 1974    | DC           | Mariano Rumor (1973–1974)        | Rumor IV      |
|                                  | Camillo Ripamonti                | Camillo Ripamonti (1919–1997)     | 14 maart 1974             | 24 november 1974 | DC           | Mariano Rumor (1973–1974)        | Rumor V       |
|                                  | Adolfo Sarti                     | Adolfo Sarti (1928–1992)          | 24 november 1974          | 30 juli 1976     | DC           | Aldo Moro (1974–1976)            | Moro IV       |
| Moro V                           | Adolfo Sarti                     | Adolfo Sarti (1928–1992)          | 24 november 1974          | 30 juli 1976     | DC           | Aldo Moro (1974–1976)            |               |
|                                  | Dario Antoniozzi                 | Dario Antoniozzi (1923–2019)      | 29 juli 1976              | 12 maart 1978    | DC           | Giulio Andreotti (1976–1979)     | Andreotti III |
|                                  | Carlo Pastorino                  | Carlo Pastorino (1925–2011)       | 12 maart 1978             | 20 maart 1979    | DC           | Giulio Andreotti (1976–1979)     | Andreotti IV  |
|                                  | Egidio Ariosto                   | Egidio Ariosto (1911–1998)        | 20 maart 1979             | 4 augustus 1979  | PSDI         | Giulio Andreotti (1976–1979)     | Andreotti V   |
|                                  | Bernardo D'Arezzo                | Bernardo D'Arezzo (1922–1985)     | 4 augustus 1979           | 4 april 1980     | DC           | Francesco Cossiga (1979–1980)    | Cossiga I     |
| Cossiga II                       | Bernardo D'Arezzo                | Bernardo D'Arezzo (1922–1985)     | 4 augustus 1979           | 4 april 1980     | DC           | Francesco Cossiga (1979–1980)    |               |
|                                  | Nicola Signorello                | Nicola Signorello (1926–2022)     | 18 oktober 1980           | 4 augustus 1983  | DC           | Arnaldo Forlani (1979–1980)      | Forlani       |
| Giovanni Spadolini (1981–1982)   | Nicola Signorello                | Nicola Signorello (1926–2022)     | 18 oktober 1980           | 4 augustus 1983  | DC           | Spadolini I                      |               |
| Giovanni Spadolini (1981–1982)   | Nicola Signorello                | Nicola Signorello (1926–2022)     | 18 oktober 1980           | 4 augustus 1983  | DC           | Spadolini II                     |               |
| Amintore Fanfani (1982–1983)     | Nicola Signorello                | Nicola Signorello (1926–2022)     | 18 oktober 1980           | 4 augustus 1983  | DC           | Fanfani V                        |               |
|                                  | Carlo Tognoli                    | Lelio Lagorio (1925–2017)         | 4 augustus 1983           | 1 augustus 1986  | PSI          | Bettino Craxi (1983–1987)        | Craxi I       |
|                                  | Nicola Capria                    | Nicola Capria (1932–2009)         | 1 augustus 1986           | 17 april 1987    | PSI          | Bettino Craxi (1983–1987)        | Craxi II      |
|                                  | Mario Di Lazzaro                 | Mario Di Lazzaro (1926–1996)      | 17 april 1987             | 28 juli 1987     | O            | Amintore Fanfani (1987)          | Fanfani VI    |
|                                  | Franco Carraro                   | Franco Carraro (1939)             | 28 juli 1987              | 5 februari 1990  | PSI          | Giovanni Goria (1987–1988)       | Goria         |
| Ciriaco De Mita (1989)           | Franco Carraro                   | Franco Carraro (1939)             | 28 juli 1987              | 5 februari 1990  | PSI          | De Mita                          |               |
| Giulio Andreotti (1989–1992)     | Franco Carraro                   | Franco Carraro (1939)             | 28 juli 1987              | 5 februari 1990  | PSI          | Andreotti VI                     |               |
| Giulio Andreotti (1989–1992)     |                                  | Carlo Tognoli                     | Carlo Tognoli (1938–2021) | 5 februari 1990  | 28 juni 1992 | Andreotti VI                     | PSI           |
| Giulio Andreotti (1989–1992)     | Andreotti VII                    | Carlo Tognoli                     | Carlo Tognoli (1938–2021) | 5 februari 1990  | 28 juni 1992 |                                  | PSI           |
|                                  | Margherita Boniver               | Margherita Boniver (1938)         | 28 juni 1992              | 28 april 1993    | PSI          | Giuliano Amato (1992–1993)       | Amato I       |
|                                  |                                  | Carlo Azeglio Ciampi (1920–2016)  | 28 april 1993             | 10 mei 1994      | O            | Carlo Azeglio Ciampi (1993–1994) | Ciampi        |
| Functie niet benoemd (1994–2009) |                                  |                                   |                           |                  |              |                                  |               |
|                                  | Michela Vittoria Brambilla       | Michela Vittoria Brambilla (1967) | 9 mei 2009                | 16 november 2011 | PdL          | Silvio Berlusconi (2008–2011)    | Berlusconi IV |
|                                  | Piero Gnudi                      | Piero Gnudi (1938)                | 16 november 2011          | 28 april 2013    | O            | Mario Monti (2011–2013)          | Monti         |
| Minister van Cultuur en Toerisme | Minister van Cultuur en Toerisme | Minister van Cultuur en Toerisme  | Ambtstermijn              | Ambtstermijn     | Partij(en)   | Premier(s)                       | Kabinet(en)   |
|                                  | Massimo Bray                     | Massimo Bray (1959)               | 28 april 2013             | 22 februari 2014 | DP           | Enrico Letta (2013–2014)         | Letta         |
|                                  | Dario Franceschini               | Dario Franceschini (1958)         | 22 februari 2014          | 1 juni 2018      | DP           | Matteo Renzi (2014–2016)         | Renzi         |
| Paolo Gentiloni (2016–2018)      | Dario Franceschini               | Dario Franceschini (1958)         | 22 februari 2014          | 1 juni 2018      | DP           | Gentiloni                        |               |
| Minister van Toerisme            | Minister van Toerisme            | Minister van Toerisme             | Ambtstermijn              | Ambtstermijn     | Partij(en)   | Premier(s)                       | Kabinet(en)   |
|                                  | Gian Marco Centinaio             | Gian Marco Centinaio (1971)       | 1 juni 2018               | 5 september 2019 | LN           | Giuseppe Conte (2018–2021)       | Conte I       |
| Minister van Cultuur en Toerisme | Minister van Cultuur en Toerisme | Minister van Cultuur en Toerisme  | Ambtstermijn              | Ambtstermijn     | Partij(en)   | Premier(s)                       | Kabinet(en)   |
|                                  | Dario Franceschini               | Dario Franceschini (1958)         | 5 september 2019          | 13 februari 2021 | DP           | Giuseppe Conte (2018–2021)       | Conte II      |
| Minister van Toerisme            | Minister van Toerisme            | Minister van Toerisme             | Ambtstermijn              | Ambtstermijn     | Partij(en)   | Premier(s)                       | Kabinet(en)   |
|                                  | Massimo Garavaglia               | Massimo Garavaglia (1968)         | 13 februari 2021          | 22 oktober 2022  | LN           | Mario Draghi (2021–2022)         | Draghi        |
|                                  | Daniela Santanchè                | Daniela Santanchè (1961)          | 22 oktober 2022           | heden            | FdI          | Giorgia Meloni (sinds 2022)      | Meloni        |